# Riedfeld (Neustadt an der Aisch)
Riedfeld war ein Gemeindeteil der Kreisstadt Neustadt an der Aisch im Landkreis Neustadt an der Aisch-Bad Windsheim (Mittelfranken, Bayern). Riedfeld lag in der Gemarkung Neustadt an der Aisch.

## Geografie
Das ehemalige Dorf, das am linken Ufer der Aisch liegt, ist mittlerweile in der Riedfelder Ortsstraße (=Bundesstraße 8) des Gemeindeteils Neustadt an der Aisch aufgegangen.

## Geschichte
Der Ort wurde 742 als „Reotfeld“ erstmals urkundlich erwähnt. Das neu gegründete Bistum Würzburg erhielt den Königshof Riedfeld zum Geschenk.
1458 wurde das Franziskanerkloster Riedfeld gegründet. Im Bauernkrieg wurde das Kloster im Jahr 1525 überfallen und niedergebrannt und nicht mehr wiederaufgebaut.
Riedfeld gehörte zur Stadt Neustadt an der Aisch. Gegen Ende des 18. Jahrhunderts bestand der Ort aus 17 Anwesen. Das Hochgericht übte das brandenburg-bayreuthische Stadtvogteiamt Neustadt an der Aisch aus. Grundherren waren das Kastenamt Neustadt an der Aisch (1 Häckersgut), das Klosteramt Birkenfeld (1 Mühle, 1 Häuslein) und das Rittergut Stübach (3 Gütlein, 4 Häckersgütlein, 2 Viertelgütlein, 5 Häuser).
Von 1797 bis 1810 unterstand der Ort dem Justizamt Dachsbach und Kammeramt Neustadt. Im Rahmen des Gemeindeedikts wurde Riedfeld dem 1811 gebildeten Steuerdistrikt Neustadt an der Aisch und der 1813 gegründeten Munizipalgemeinde Neustadt an der Aisch zugeordnet.

## Einwohnerentwicklung
| Jahr      | 001818 | 001836 | 001840 | 001861 | 001871 | 001885 | 001900 |
| Einwohner | 131    | 175    | 175    | 185    | 188    | 288    | 270    |
| Häuser    | 22     | 29     | 23     |        |        | 49     | 49     |
| Quelle    | [ 6 ]  | [ 7 ]  | [ 8 ]  | [ 9 ]  | [ 10 ] | [ 11 ] | [ 12 ] |

## Religion
Der Ort ist seit der Reformation evangelisch-lutherisch geprägt und nach St. Johannes der Täufer (Neustadt an der Aisch) gepfarrt. Die Katholiken sind nach St. Johannis Enthauptung (Neustadt an der Aisch) gepfarrt.